# هوگو اگمونت هورینگ
هوگو اگمونت هورینگ (انگلیسی: Hugo Egmont Hørring؛ ۱۷ اوت ۱۸۴۲ – ۱۳ فوریهٔ ۱۹۰۹) یک سیاست‌مدار اهل دانمارک بود.